# (173222) 1998 UQ8
(173222) 1998 UQ8 là một tiểu hành tinh vành đai chính. Nó được phát hiện qua chương trình tiểu hành tinh Beijing Schmidt CCD ở trạm Xinglong ở tỉnh Hồ Bắc, Trung Quốc ngày 17 tháng 10 năm 1998.